# Лоруп
Лоруп (нім. Lorup) — громада в Німеччині, розташована в землі Нижня Саксонія. Входить до складу району Емсланд. Складова частина об'єднання громад Верльте.
Площа — 51,22 км2. Населення становить 3201 ос. (станом на 31 грудня 2021).